# Luciobrotula
Luciobrotula is een geslacht van straalvinnige vissen uit de familie van naaldvissen (Ophidiidae). Het geslacht is voor het eerst wetenschappelijk beschreven in 1913 door Smith & Radcliffe.

## Soorten
- Luciobrotula bartschi Smith & Radcliffe, 1913
- Luciobrotula corethromycter Cohen, 1964
- Luciobrotula lineata (Gosline, 1954)
- Luciobrotula nolfi Cohen, 1981
- Luciobrotula brasiliensis Nielsen, 2009
- Luciobrotula coheni Nielsen, 2009